# Długi Kąt-Osada
Długi Kąt-Osada – osada w Polsce położona w województwie lubelskim, w powiecie biłgorajskim, w gminie Józefów. Miejscowość utworzono 1 stycznia 2014.
Wierni Kościoła rzymskokatolickiego należą do parafii Niepokalanego Poczęcia Najświętszej Maryi Panny w Józefowie.